# کامچالی‌تاماک
کامچالی‌تاماک (انگلیسی: Kamchalytamak) یک شهرک در شهرستان داولکانوفسکی در استان باشقیرستان کشور روسیه است.